# 弗韦坚斯卡亚戈特尼亚农村居民点
弗韦坚斯卡亚戈特尼亚农村居民点（俄语：Введено-Готнянское сельское поселение）是俄罗斯联邦别尔哥罗德州拉基特诺耶区所属的一个农村居民点。其下辖有4个居民点，行政中心为弗韦坚斯卡亚戈特尼亚。据2016年统计，该农村居民点的人口为502人。